# Volzhsk
Volzhsk (en ruso: Волжск ; en mari : Юлсер-Ола) es una ciudad de la república de Mari-El, en Rusia, centro administrativo del raión homónimo. Está situada en la orilla izquierda del Volga (embalse de Kuibyshev), que la separa de Chuvasia y Tartaristán, a 90 km (95 km por carretera) al sur de Yoshkar-Olá. En 2010 tenía 54 000 habitantes.

## Historia

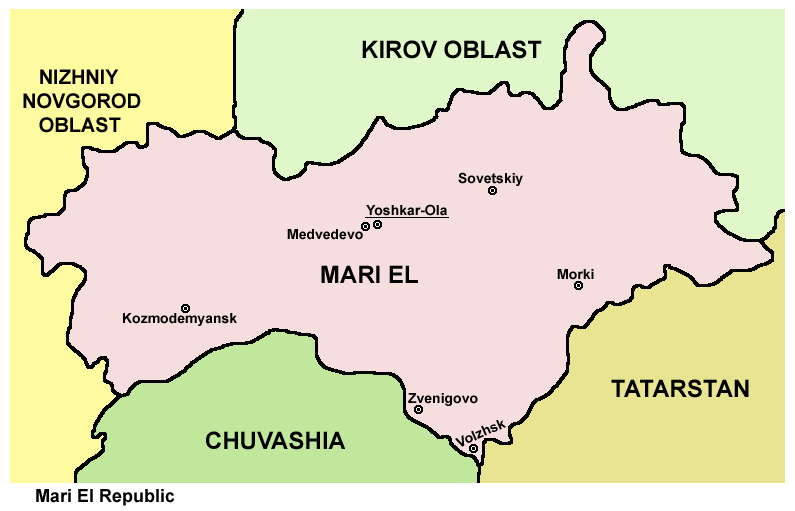
Mapa de Mari-El en el que aparece Volzhsk

En el emplazamiento de la ciudad actual se encontraba en el siglo XVI y en el XVII un pueblo de nombre Lopatin o Lopatino. Tiene estatus de ciudad desde 1940.

## Demografía
La situación demográfica de Volzhsk se ha vio deteriorada en la década de 1990. En 2001, al tasa de natalidad era del 8,3 por mil y la tasa de mortalidad era del 17,2 por mil, lo que hizo que el crecimiento vegetativo acusara un importante déficit del 8,9 por mil.
| 1939   | 1959   | 1970   | 1979   | 1989   | 1992   | 2002   | 2008   |
| ------ | ------ | ------ | ------ | ------ | ------ | ------ | ------ |
| 19 500 | 33 400 | 43 000 | 52 000 | 60 900 | 62 500 | 58 987 | 56 925 |

## Economía
Las principales empresas de la localidad son:
- ZAO Ariaga (ЗАО "Ариада") : material de refrigeración.
- Rosisko-italianskoye SP Sovitalprodmash (Российско-итальянское СП Совиталпродмаш) : cámaras de refrigeración industrial.
- OAO Volzhski Drevkombinat (ОАО "Волжский древкомбинат") : muebles, ventanas de madera, etc.
- ZAO NP Papirski Tselliulozno-Bumajni (ЗАО НП Марийский целлюлозно-бумажный комбинат) : papel.